# Alpineskiën op de Paralympische Winterspelen 1994

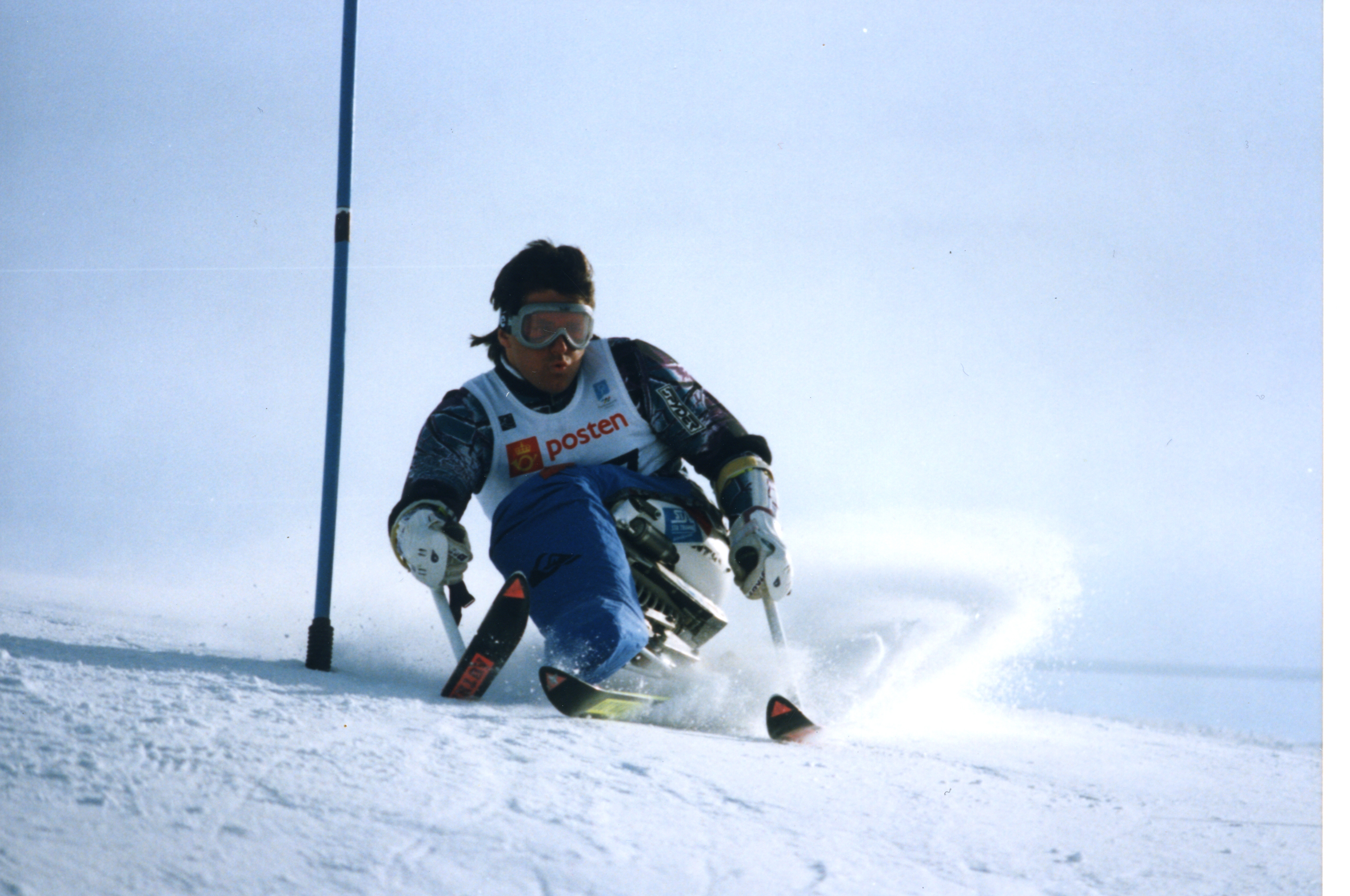
Alpineskiër Michael Norton tijdens de Spelen van 1994 in Lillehammer

De VIe Paralympische Winterspelen werden in 1994 gehouden in Lillehammer, Noorwegen.
Het alpineskiën staat al vanaf het begin op het programma van de Paralympische Winterspelen. De sport staat onder auspiciën van de Internationaal Paralympisch Comité (IPC). Alpineskiën is een sport voor sporters met een lichamelijke handicap aan verschillende ledematen.
De disciplines waren afdaling, reuzenslalom, slalom en Super G.
België won dit jaar voor het eerst een medaille in het alpineskiën. Willy Mercier won de bronzen medaille bij de Super G, klasse B1.

## Afdaling

### Mannen
| Klasse | Snelste Tijd | land | Goud                  | land | Zilver                   | land | Brons            |
| ------ | ------------ | ---- | --------------------- | ---- | ------------------------ | ---- | ---------------- |
| B1-2   | 1:24.19      | ESP  | Juan Carlos Molina    | FRA  | Stephane Saas            | ESP  | Manuel Buendia   |
| B3     | 1:26.69      | USA  | Brian Santos          | ITA  | Bruno Oberhammer         | ITA  | Josef Erlacher   |
| LW1/3  | 1:21.37      | FRA  | Bernard Baudean       | SVK  | Jozef Mistina            | AUT  | Peter Poetscher  |
| LW2    | 1:16.81      | USA  | Greg Mannino          | GER  | Alexander Spitz          | AUS  | Michael Milton   |
| LW4    | 1:12.39      | USA  | Rik Heid              | SUI  | Hans Burn                | USA  | James Lagerstrom |
| LW5/7  | 1:14.20      | GER  | Gerd Schoenfelder     | NOR  | Cato Zahl Pedersen       | FRA  | Jean-Luc Jiguet  |
| LW6/8  | 1:13.60      | AUT  | Hannes Huettenbrenner | AUT  | Meinhard Tatschl         | FRA  | Lionel Brun      |
| LW9    | 1:19.87      | FRA  | Tristan Mouric        | AUS  | James Lawrence Patterson | AUT  | Arno Hirschbuehl |
| LWX    | 1:29.13      | USA  | Chris Waddell         | ITA  | Helmut Wolf              | JPN  | Takashi Kurosu   |
| LWXI   | 1:32.74      | SUI  | Wendl Eberle          | USA  | William Bowness          | GBR  | James Barker     |
| LWXII  | 1:29.56      | FRA  | Ludovic Rey-Robert    | SWE  | Daniel Cederstam         | GER  | Karl Lotz        |

### Vrouwen
| Klasse  | Snelste Tijd | land | Goud            | land | Zilver           | land | Brons                 |
| ------- | ------------ | ---- | --------------- | ---- | ---------------- | ---- | --------------------- |
| B1-2    | 1:28.58      | NZL  | Joanne Duffy    | ESP  | Magda Amo        | ESP  | Izaskun Manuel Llados |
| LW2     | 1:17.77      | USA  | Sarah Billmeier | AUT  | Helga Erhart     | GER  | Beate Salen           |
| LW3/4   | 1:16.90      | GER  | Reinhild Möller | NOR  | Renate Hjortland | CAN  | Lana Spreeman         |
| LW6/8   | 1:08.73      | USA  | Nancy Gustafson | AUT  | Nadja Obrist     | CAN  | Ramona Hoh            |
| LWX-XII | 1:30.46      | USA  | Sarah Will      | USA  | Kelley Fox       | GER  | Gerda Pamler          |

## Reuzenslalom

### Mannen
| Klasse | Snelste Tijd | land | Goud               | land | Zilver            | land | Brons                    |
| ------ | ------------ | ---- | ------------------ | ---- | ----------------- | ---- | ------------------------ |
| B1     | 4:08.78      | SUI  | Roy Boesiger       | AUT  | Franz Czuk        | AUT  | Leopold Ertl             |
| B2     | 2:39.55      | FRA  | Stephane Saas      | ESP  | Manuel Buendia    | AUT  | Gerhard Pscheider        |
| B3     | 2:36.74      | USA  | Brian Santos       | ITA  | Bruno Oberhammer  | GBR  | Richard Burt             |
| LW1/3  | 2:35.60      | FRA  | Bernard Baudean    | SVK  | Jozef Mistina     | RUS  | Alexei Moshkine          |
| LW2    | 2:25.88      | AUS  | Michael Milton     | GER  | Alexander Spitz   | USA  | Greg Mannino             |
| LW4    | 2:15.46      | USA  | Rik Heid           | USA  | James Lagerstrom  | NZL  | Patrick Cooper           |
| LW5/7  | 2:20.75      | NOR  | Cato Zahl Pedersen | GER  | Gerd Schoenfelder | FRA  | Jean-Luc Jiguet          |
| LW6/8  | 2:10.50      | GER  | Frank Pfortmueller | AUT  | Meinhard Tatschl  | AUT  | Hannes Huettenbrenner    |
| LW9    | 2:33.41      | GER  | Eberhard Seischab  | FRA  | Tristan Mouric    | AUS  | James Lawrence Patterson |
| LWX    | 3:04.24      | USA  | Chris Waddell      | JPN  | Takashi Kurosu    | AUT  | Reinhold Sager           |
| LWXI   | 2:59.86      | USA  | John Davis         | JPN  | Ryuei Shinohe     | AUS  | David Munk               |
| LWXII  | 2:54.81      | AUT  | Paul Bluschke      | GER  | Karl Lotz         | FRA  | Alain Marguerettaz       |

### Vrouwen
| Klasse  | Snelste Tijd | land | Goud              | land | Zilver           | land | Brons             |
| ------- | ------------ | ---- | ----------------- | ---- | ---------------- | ---- | ----------------- |
| B1-2    | 2:50.31      | AUT  | Elisabeth Kellner | AUT  | Gabriele Huemer  | SWE  | Asa Bengtsson     |
| LW2     | 2:52.54      | USA  | Adrienne Rivera   | AUT  | Helga Erhart     | GER  | Annemie Schneider |
| LW3/4   | 2:33.06      | GER  | Reinhild Möller   | NOR  | Renate Hjortland | CAN  | Lana Spreeman     |
| LW6/8   | 2:18.74      | USA  | Nancy Gustafson   | GER  | Dagmar Vollmer   | AUT  | Nadja Obrist      |
| LWX-XII | 3:12.39      | GER  | Gerda Pamler      | SUI  | Vreni Stoeckli   | FRA  | Stephanie Riche   |

## Slalom

### Mannen
| Klasse | Snelste Tijd | land | Goud               | land | Zilver           | land | Brons              |
| ------ | ------------ | ---- | ------------------ | ---- | ---------------- | ---- | ------------------ |
| B1-2   | 1:48.08      | FRA  | Stephane Saas      | ESP  | Manuel Buendia   | LIE  | Josef Gmeiner      |
| B3     | 1:41.11      | USA  | Brian Santos       | ITA  | Bruno Oberhammer | ITA  | Manfred Perfler    |
| LW1/3  | 1:42.68      | USA  | Chris Young        | SVK  | Jozef Mistina    | NZL  | Kevin O'Sullivan   |
| LW2    | 1:15.78      | GER  | Alexander Spitz    | AUS  | Michael Milton   | USA  | Monte Meier        |
| LW4    | 1:18.03      | NZL  | Patrick Cooper     | GER  | Ewald Vogl       | USA  | Rik Heid           |
| LW5/7  | 1:27.18      | GER  | Gerd Schoenfelder  | AUT  | Josef Orlitsch   | GER  | Niko Moll          |
| LW6/8  | 1:19.34      | AUT  | Meinhard Tatschl   | USA  | Jeremy Babcock   | CZE  | Stanislav Loska    |
| LW9    | 1:37.72      | AUT  | Arno Hirschbuehl   | FRA  | Tristan Mouric   | GER  | Eberhard Seischab  |
| LWX    | 2:18.89      | USA  | Chris Waddell      | AUT  | Reinhold Sager   | JPN  | Takashi Kurosu     |
| LWXI   | 1:54.32      | AUS  | Michael Norton     | JPN  | Ryuei Shinohe    | USA  | William Bowness    |
| LWXII  | 1:51.69      | FRA  | Ludovic Rey-Robert | GER  | Thomas Weiss     | JPN  | Toshihiko Takamura |

### Vrouwen
| Klasse  | Snelste Tijd | land | Goud            | land | Zilver                | land | Brons            |
| ------- | ------------ | ---- | --------------- | ---- | --------------------- | ---- | ---------------- |
| B1-2    | 2:14.24      | SWE  | Asa Bengtsson   | ESP  | Izaskun Manuel Llados | ITA  | Silvia Parente   |
| LW2     | 1:31.15      | AUT  | Helga Erhart    | USA  | Sarah Billmeier       | GER  | Beate Salen      |
| LW3/4   | 1:43.07      | GER  | Reinhild Möller | CAN  | Lana Spreeman         | AUT  | Carmen Haderer   |
| LW6/8   | 1:22.34      | USA  | Nancy Gustafson | CAN  | Ramona Hoh            | SVK  | Marcela Misunova |
| LWX-XII | 2:14.56      | USA  | Sarah Will      | USA  | Kelley Fox            | SUI  | Vreni Stoeckli   |

## Super G

### Mannen
| Klasse | Snelste Tijd | land | Goud                | land | Zilver                  | land | Brons              |
| ------ | ------------ | ---- | ------------------- | ---- | ----------------------- | ---- | ------------------ |
| B1     | 2:50.53      | SWE  | David Sundstroem    | ESP  | Vicente Garcia Salmeron | BEL  | Willy Mercier      |
| B2     | 1:29.33      | FRA  | Stephane Saas       | ESP  | Manuel Buendia          | ESP  | Juan Carlos Molina |
| B3     | 1:27.74      | USA  | Brian Santos        | ITA  | Bruno Oberhammer        | GBR  | Richard Burt       |
| LW1/3  | 1:21.63      | RUS  | Alexei Moshkine     | FRA  | Bernard Baudean         | SVK  | Jozef Mistina      |
| LW2    | 1:17.76      | USA  | Greg Mannino        | GER  | Alexander Spitz         | AUS  | Michael Milton     |
| LW4    | 1:13.24      | NZL  | Patrick Cooper      | USA  | Rik Heid                | SUI  | Hans Burn          |
| LW5/7  | 1:15.31      | NOR  | Cato Zahl Pedersen  | GER  | Gerd Schoenfelder       | FRA  | Jean-Luc Jiguet    |
| LW6/8  | 1:12.12      | GER  | Frank Pfortmueller  | SUI  | Rolf Heinzmann          | FRA  | Lionel Brun        |
| LW9    | 1:22.31      | FRA  | Tristan Mouric      | AUT  | Arno Hirschbuehl        | GER  | Eberhard Seischab  |
| LWX    | 1:35.07      | USA  | Chris Waddell       | ITA  | Helmut Wolf             | GBR  | Matthew Stockford  |
| LWXI   | 1:32.70      | AUS  | Michael Norton      | USA  | Michael McDougal        | USA  | William Bowness    |
| LWXII  | 1:33.38      | CAN  | Stacy William Kohut | AUT  | Paul Bluschke           | GER  | Karl Lotz          |

### Vrouwen
| Klasse  | Snelste Tijd | land | Goud            | land | Zilver            | land | Brons           |
| ------- | ------------ | ---- | --------------- | ---- | ----------------- | ---- | --------------- |
| B1-2    | 1:18.89      | AUT  | Gabriele Huemer | AUT  | Elisabeth Kellner | NZL  | Joanne Duffy    |
| LW2     | 1:18.36      | USA  | Sarah Billmeier | GER  | Beate Salen       | USA  | Adrienne Rivera |
| LW3/4   | 1:12.05      | GER  | Reinhild Möller | NOR  | Renate Hjortland  | CAN  | Lana Spreeman   |
| LW6/8   | 1:03.70      | USA  | Nancy Gustafson | AUT  | Nadja Obrist      | GER  | Dagmar Vollmer  |
| LWX-XII | 1:26.67      | USA  | Sarah Will      | GER  | Gerda Pamler      | FRA  | Stephanie Riche |

## Deelnemende landen Alpineskiën 1994
- ESP
- FRA
- NOR
- SVK
- ITA
- LIE
- BEL
- CAN
- SWE
- USA
- SUI
- GBR
- AUT
- RUS
- GER
- NZL
- CZE
- AUS
- NED
- DEN
- JPN
- KOR

Alpineskiën · Biatlon · Langlaufen · Priksleeën · Sledgehockey
1976 · 1980 · 1984 · 1988 · 1992 · 1994 · 1998 · 2002 · 2006 · 2010 · 2014 · 2018 · 2022